# (903) Нилли
(903) Нилли (лат. Nealley) — сравнительно небольшой астероид главного пояса, который был открыт 13 сентября 1918 года австрийским астрономом Иоганном Пализой в Венской обсерватории и назван в честь астронома-любителя из Нью-Йорка.
Астероид обладает одним из самых больших наборов альтернативных обозначений (14 штук).

Орбита астероида Нилли и его положение в Солнечной системе
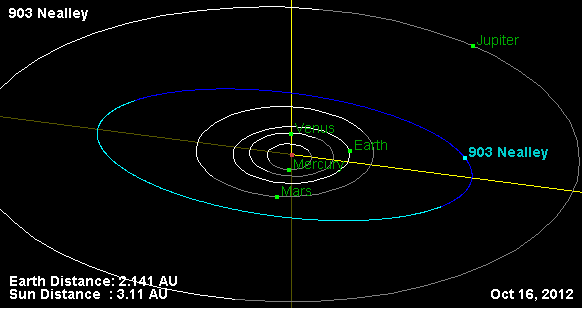
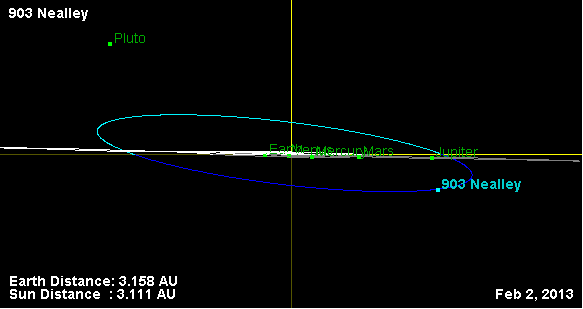